# Малое Займище (Вологодская область)
Малое Займище — деревня в Грязовецком районе Вологодской области России. Расположена на реке Едлаз.
Входит в состав Перцевского муниципального образования (с 1 января 2006 года по 9 апреля 2009 года входила во Фроловское муниципальное образование), с точки зрения административно-территориального деления — во Фроловский сельсовет.
Расстояние до районного центра Грязовца по автодороге — 33,5 км, до центра муниципального образования Слободы по прямой — 19 км. Ближайшие населённые пункты — Большое Займище, Волково, Кошкино.
По данным переписи в 2002 году постоянного населения не было.